# Los dioses (album)
Los dioses è un album in studio dei cantanti portoricani Anuel AA ed Ozuna pubblicato il 22 gennaio 2021.

## Descrizione
L'album arriva dopo Emmanuel, di Anuel AA, uscito a maggio 2020, ed Enoc, di Ozuna, uscito invece a settembre. Per i due portoricani non è la prima collaborazione. Per Emmanuel è la prima uscita dopo l'annuncio del ritiro a fine novembre 2020. L'album è stato anticipato dal singolo omonimo, uscito il giorno prima dell'album.

## Tracce
1. Los dioses
2. 100
3. Antes
4. Dime tú
5. RD
6. Nena buena
7. Contra el mundo
8. Perreo
9. Perfecto
10. La Maria
11. Nunca
12. Municiones